# Ciudad Agraria
Ciudad Agraria är en ort i Mexiko.   Den ligger i kommunen Palenque och delstaten Chiapas, i den sydöstra delen av landet, 800 km öster om huvudstaden Mexico City. Ciudad Agraria ligger 229 meter över havet och antalet invånare är 158.
Terrängen runt Ciudad Agraria är kuperad söderut, men norrut är den platt. Runt Ciudad Agraria är det ganska glesbefolkat, med 34 invånare per kvadratkilometer. Närmaste större samhälle är El Desierto, 4,6 km nordost om Ciudad Agraria. Omgivningarna runt Ciudad Agraria är en mosaik av jordbruksmark och naturlig växtlighet.